# ماركوس مارتنسون
ماركوس مارتنسون (23 أبريل 1990 بالسويد - ) هو لاعب كرة قدم سويدي في مركز الوسط. لعب مع نادي فالكنبرغ ونادي كالمار وLindsdals IF ‏ وIFK Berga ‏ وStafsinge IF ‏.

## وصلات خارجية
- ماركوس مارتنسون على موقع اتحاد السويد (السويدية)
- ماركوس مارتنسون على موقع قاعدة بيانات كرة القدم.إي يو (الإنجليزية)